# エインズリー・ウォー
エインズリー・ウォー（Ainsley Waugh、1981年9月17日 ‐ ）は、ジャマイカの陸上競技選手。専門は短距離走。4×100mリレーでは2005年世界選手権で4位、2006年コモンウェルスゲームズで金メダル獲得などの実績を持つ。

## 経歴
2003年7月、セントジョージズで開催された中央アメリカ・カリブ選手権に出場すると、アンカーを務めた4×100mリレーは39秒20をマークしての銀メダル獲得に貢献。200mは20秒86で5位に入った。
2004年8月、アテネで開催されたオリンピックでは4×100mリレーの補欠を務めた。
2005年8月、ヘルシンキで開催された世界選手権に出場すると、100mの1次予選を自己ベスト（当時）となる10秒16（+0.9）で突破したが、2次予選は10秒39（-1.2）の組5着に終わり、0秒07差で準決勝進出を逃した。4×100mリレーでは3走（レローン・クラーク、ドワイト・トーマス、ウォー、マイケル・フレイター）を務めると、決勝ではフランス（38秒08）、トリニダード・トバゴ（38秒10）、イギリス（38秒27）に次ぐ38秒28の4位に終わり、惜しくもメダルを逃した。
2006年3月、メルボルンで開催されたコモンウェルスゲームズに出場すると、100mと200mは準決勝で敗退した。しかし、4×100mリレーでは2走を務めると、決勝（マイケル・フレイター、ウォー、クリストファー・ウィリアムズ、アサファ・パウエル）では38秒36をマークしての優勝に貢献し、リレー種目ながらシニアの主要国際大会初タイトルを獲得した。

## 自己ベスト
記録欄の（　）内の数字は風速（m/s）で、+は追い風を意味する。
| 種目 | 記録          | 年月日        | 場所             | 備考 |
| 屋外 | 屋外          | 屋外          | 屋外             | 屋外 |
| ---- | ------------- | ------------- | ---------------- | ---- |
| 100m | 10秒11 (+0.5) | 2011年8月13日 | ラッペーンランタ |      |
| 200m | 20秒22 (+0.3) | 2009年5月24日 | ベレン           |      |
| 400m | 48秒08        | 2009年1月31日 | キングストン     |      |
| 室内 |               |               |                  |      |
| 60m  | 6秒87         | 2014年1月17日 | ニューヨーク     |      |

## 主要大会成績
| 年   | 大会                                | 場所             | 種目    | 結果    | 記録          | 備考 |
| ---- | ----------------------------------- | ---------------- | ------- | ------- | ------------- | ---- |
| 2002 | 北中米カリブU25選手権 (en)          | サンアントニオ   | 200m    | 3位     | 21秒04 (+0.5) |      |
| 2002 | 北中米カリブU25選手権 (en)          | サンアントニオ   | 4x100mR | 3位     | 39秒86 (2走)  |      |
| 2002 | 中央アメリカ・カリブ海競技大会 (en) | サンサルバドル   | 200m    | 予選    | 21秒22 (0.0)  |      |
| 2003 | 中央アメリカ・カリブ選手権 (en)     | セントジョージズ | 200m    | 5位     | 20秒86 (0.0)  |      |
| 2003 | 中央アメリカ・カリブ選手権 (en)     | セントジョージズ | 4x100mR | 2位     | 39秒20 (4走)  |      |
| 2005 | 世界選手権                          | ヘルシンキ       | 100m    | 2次予選 | 10秒39 (-1.2) |      |
| 2005 | 世界選手権                          | ヘルシンキ       | 4x100mR | 4位     | 38秒28 (3走)  |      |
| 2006 | コモンウェルスゲームズ (en)         | メルボルン       | 100m    | 準決勝  | 10秒35 (-0.6) |      |
| 2006 | コモンウェルスゲームズ (en)         | メルボルン       | 200m    | 準決勝  | 21秒15 (+1.0) |      |
| 2006 | コモンウェルスゲームズ (en)         | メルボルン       | 4x100mR | 優勝    | 38秒36 (2走)  |      |